# John Davidson (entertainer)
John Davidson (Pittsburgh, 13 december 1941) is een Amerikaans zanger, acteur in musicals, comedy's en series, en televisiepresentator.

## Biografie
Hij werd in 1941 in Pittsburgh geboren als zoon van een baptistisch predikant en bracht zijn schooltijd door in White Plains (New York). Vervolgens ging hij naar de Denison-universiteit in Granville (Ohio), waar hij slaagde in theaterkunst.
Hij begon zijn loopbaan op het toneel en in 1964 was zijn baritonstem te horen in Foxy, een kortlopende musical die liep in het Broadway-theater Ziegfeld in New York, samen met onder meer Bert Lahr die vanwege zijn rol werd beloond met een Tony Award. Hier werd hij ontdekt door televisieproducent Bob Banner die ook andere, later beroemd geworden talenten ontdekte zoals Dom DeLuise, Carol Burnett en Bob Newhart. Vervolgens kwam zijn loopbaan in een stroomversnelling. Ernstige rollen waren echter niet voor hem weggelegd, vanwege zijn rimpelloze lieve gelaat. Vanaf 1964 trad hij op in verschillende musicalfilms en series en in 1967 en 1968 speelde hij in verschillende muziekrijke Walt Disney-films. Ondertussen leverde zijn rol als Curly in het stuk Oklahoma! in 1965 de Theater World Award op.
Verder bracht hij sinds 1966 twaalf elpees uit in de genres pop- en countrymuziek en daarnaast nog een aantal singles. Naast in het Engels heeft hij ook in het Frans en Spaans gezongen. Hij zette een aantal covers op de plaat, zoals The letter (The Box Tops) en The windmills of your mind (Michel Legrand), waarbij origineel werk vaak op de B-kant terechtkwam, waaronder A clown never cries dat geproduceerd werd door Snuff Garrett en onder meer geschreven werd door Al Capps. Tijdens de vele landelijke tournees bleef hij publiek trekken in nachtclubs en tijdens concerten.
In 1969 maakte hij zijn opwachting als presentator, met zijn eigen The John Davidson Show, een talkshow die overdag werd uitgezonden. Daarnaast speelde hij in de jaren zeventig kleine rollen in films en series, en enkele episoden in de series The Love Boat en Fantasy Island. Langzaamaan liep zijn populariteit echter terug. In 1980 kwam hij weer terug als host van de televisieshow That's Incredible!, met co-host Cathy Lee Crosby. De show bleef vier jaar op televisie. Verder werd hij in het seizoen 1992-93 quizmaster van The $10,000 Pyramid die al sinds 1973 op televisie liep.
Ook bleef hij gedurende de jaren ernaast, maar ook na de eeuwwisseling, optreden in verschillende musicals en comedy's, de laatste jaren vooral op het toneel. Ernaast publiceerde hij in 1982 met Cort Casady het boek The art of the singing entertainer: A contemporary study of the art and business of being a professional.
Davidson trouwde voor het eerst met Jackie Miller, een zangeres die deel uitmaakte van het folkduo Jackie and Gayle. Ze kregen twee kinderen en scheidden na dertien jaar huwelijk in 1982. Een jaar later hertrouwde hij Rhonda Rivera met wie hij een dochter kreeg, Ashleigh, die inmiddels ook optreedt in musicals.

## Discografie
Hij bracht een aantal singles uit en verder de volgende elpees:
- 1966: Time of my life
- 1967: My best to you
- 1967: Kind of hush
- 1968: Goin' places
- 1969: John Davidson
- 1969: My cherie amour
- 1973: Everything is beautiful
- 1973: Well, here I am
- 1976: Everytime I sing a love song
- 1979: Love me forever
- 1982: Closeup
- 1995: My Christmas favorites

## Televisieprogramma's (host)
- 1969/76/80-2: The John Davidson Show
- 1976-77: The John Davidson Christmas Show
- 1973-74: The Tonight Show Starring Johnny Carson, gasthost (31 mei 1973)
- 1973-74: The Tonight Show Starring Johnny Carson, gasthost (16 april 1974)
- 1980-84: That's Incredible!, met co-host Cathy Lee Crosby
- 1992-93: The $10,000 Pyramid (quiz)

## Films en series (selectie)

### Films (acteur)
| Jaar | Titel                                           | Rol                    | Opmerking     |
| ---- | ----------------------------------------------- | ---------------------- | ------------- |
| 1964 | The Fantasticks                                 | Matt                   |               |
| 1967 | The Happiest Millionaire                        | Angie                  |               |
| 1968 | The One and Only, Genuine, Original Family Band | Joe Carder             |               |
| 1969 | Roberta                                         | John Kent              |               |
| 1973 | A Time for Love                                 | Larry                  |               |
| 1973 | Coffee, Tea or Me?                              | Dennis Burnham         |               |
| 1974 | Sandy Duncan Special                            |                        | Televisiefilm |
| 1975 | Shell Game                                      | Max Castle             | Televisiefilm |
| 1977 | Roger & Harry: The Mitera Target                | Roger Quentin          | Televisiefilm |
| 1979 | The Concorde... Airport '79                     | Robert Palmer          |               |
| 1980 | Dallas Cowboys Cheerleaders II                  | Terry Killian          | Televisiefilm |
| 1985 | Goodbye Charlie                                 | George Erskine         | Korte film    |
| 1987 | The Squeeze                                     | Honest Tom - T. Murray |               |
| 1990 | Edward Scissorhands                             | Tv-host                |               |

### Televisieseries (acteur)
| Jaar    | Titel                           | Aflevering                         | Rol                           |
| ------- | ------------------------------- | ---------------------------------- | ----------------------------- |
| 1969-70 | Daniel Boone                    | 2 afleveringen                     |                               |
| 1971    | The Interns                     | Casualty                           | David                         |
| 1972    | The F.B.I.                      | Judas Goat                         |                               |
| 1972    | Owen Marshall, Counselor at Law | Libel Is a Dirty Word              |                               |
| 1973    | Here's Lucy                     | Lucy and the Professor             | Professor John Kleindorf      |
| 1973    | NBC Follies                     |                                    | Piloot                        |
| 1970-73 | Love, American Style            | 3 afleveringen                     | Verschillende rollen          |
| 1973    | The Girl with Something Extra   | 5 afleveringen                     | John Burton                   |
| 1974    | The Streets of San Francisco    | Mask of Death                      | Ken Scott                     |
| 1984    | Fantasy Island                  | The Awakening of Love/The Impostor | Arthur Crane                  |
| 1983-84 | Hotel                           | Deceptions Vantage Point           | Michael Robson Ashley Bennett |
| 1985    | The Love Boat                   | 2 afleveringen                     | Grant Cooper                  |
| 1985    | Scene of the Crime              | Murder on the Rocks                | Dean                          |
| 1986    | Spenser: For Hire               | At the River's Edge                | Priester Bobby Freemont       |
| 1987    | War of the Stars                |                                    |                               |

- International Standard Name Identifier: 0000 0000 6719 5712
- Library of Congress Control Number: n79072946
- MusicBrainz: 584a442d-9a36-4c30-97c4-73b837e4ab31
- SNAC: w60z7rm9
- Système universitaire de documentation: 190255323
- Virtual International Authority File: 93802715
- WorldCat: E39PBJgRVdcR9fx8c9vG9dRxjC